# Isaac Stephenson

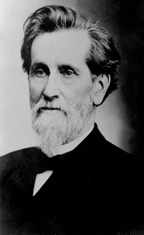
Isaac Stephenson

Isaac Stephenson (* 18. Juni 1829 in Fredericton, New Brunswick; † 15. März 1918 in Marinette, Wisconsin) war ein US-amerikanischer Politiker der Republikanischen Partei. Von 1883 bis 1889 saß er für den Bundesstaat Wisconsin im US-Repräsentantenhaus, von 1907 bis 1915 saß er im US-Senat.

## Holzfäller
Er arbeitete als Holzfäller im Osten der USA, vor allem in Maine. 1845 zog er nach Wisconsin, wo er fortan im Holzhandel tätig war. Im Jahre 1858 ließ er sich endgültig in Marinette nieder, wo er sich im Holzhandel etablieren konnte, vor allem während des Bürgerkriegs. Obwohl Stephenson schwere Verluste während des Peshtigo Feuer von 1871 erlitt, erholte er sich schnell wieder und war bald einer der reichsten Holzfäller in der Region der Großen Seen, mit Immobilien-Beteiligungen in Marinette, Green Bay, Milwaukee und Chicago sowie großen Anbauflächen von Kiefern im nördlichen Wisconsin und in Michigan.

## Politische Karriere
Als Republikaner spielte Stephenson sowohl in der Kommunal- als auch der Landespolitik eine große Rolle. Er hatte zahlreiche kommunale Ämter, unter anderem als Town Supervisor, County Board Chairman und Friedensrichter. In den Jahren 1866 und 1868 war er Mitglied der Wisconsin State Assembly. 1882 wurde er als Vertreter des neu geschaffenen 9. Kongressdistrikts ins US-Repräsentantenhaus gewählt. Er wurde zweimal wiedergewählt. 1888 kandidierte er nicht mehr. 1899 war seine Bewerbung für einen Sitz im Bundessenat erfolglos.
Im Jahr 1900 unterstützte er, vor allem finanziell, die letztlich erfolgreiche Bewerbung von Robert M. La Follette senior zum Gouverneur von Wisconsin. In dieser Zeit wurde er auch dem progressiven Flügel seiner Partei zugerechnet. Stephenson wurde von der „Gymnasium Konvention“ als einer der progressiven Delegierten zur Republican National Convention zusammen mit La Follette und William D. Connor gewählt. 1901 gründete er mit der Milwaukee Free Press eine heute noch erscheinende Zeitung.
Im Mai 1907 wurde er als Nachfolger des zurückgetretenen John Coit Spooner in den US-Senat entsandt. Bei den regulären Senatswahlen 1908 konnte er sich trotz Widerständen aus den eigenen Reihen durchsetzen und wurde für eine volle Amtsperiode wieder gewählt. 1914 trat er nicht mehr zur Wiederwahl an. 1910 schenkte er US-Präsident William Howard Taft ein Holstein-Rind namens Pauline Wayne. Es war die letzte Kuh, die von einem Präsidenten gehalten wurde.

## Letzte Jahre
Stephenson zog sich nach seinem Rückzug aus der Politik in sein Haus nach Marinette zurück. Dort verstarb er 1918. Zu seinen Ehren sind in seiner Heimatstadt ein Park, eine Straße und eine Bücherei nach ihm benannt.
Sein Bruder Samuel M. Stephenson saß für den Bundesstaat Michigan im US-Repräsentantenhaus.